# Corbevax
Corbevax o BioE COVID-19, és una vacuna contra la COVID-19 desenvolupada pel Texas Children's Hospital en l'Escola de Medicina de Baylor (Houston), i amb permís a l'empresa biofarmacèutica índia Biological E. Limited (BioE) per al desenvolupament i la producció.
És una vacuna de subunitats proteiques.
A diferència d'altres vacunes, Corbevax no busca patentar-se, i el seu objectiu és esdevenir barata i fàcil de distribuir.